# Silent Hunter IV
Silent Hunter 4: Wolves of the Pacific — продовження знаменитої відеогри, симулятора підводних човнів. У четвертій частині гри гравцеві запропоновано взяти на себе командування американським підводним човном часів другої світової і битися проти японських імператорських військово-морських сил.

## Доступні підводні човни
У грі надається можливість управління американськими субмаринами наступних типів: «S», «Порпос», «Салмон», «Сарго», «Тамбор», «Гато», «Балао».

## Багатокористувацький режим
У четвертій частині серії була можливість гри по мережі до 8 осіб. Надавався вибір управління між американським підводним човном та японським есмінцем в одній зі стандартних або згенерованих місій. Проте 2013 року Ubisoft закрила сервери багатокористувацького режиму.

## Додатковий вміст
У лютому-березні 2008 року вийшло перше доповнення до гри під назвою "Silent Hunter IV: U-Boat Missions, присвячене діяльності німецьких підводних човнів в Індійському і Тихому океанах.